# 浜崎美保
浜崎 美保（はまさき みほ、1983年11月23日 - ）は、日本の女性マルチタレント。鹿児島県鹿児島市出身。鹿児島国際大学卒業。血液型はB型。身長165cm。現在はフリーランスとして活動中。

## 略歴
- 10代から鹿児島のモデルプロダクションに所属し、モデル、タレント、パーソナリティ、ライター等、多岐にわたり地元メディアで活動[2]。
- エフエム鹿児島（μFM）で2001年5月から2009年3月までの7年11か月間放送されていた夕方のラジオ番組、『MUSIC POWER STATION feel the μzic DA!!』では2005年4月〜2008年3月の3年間アシスタントパーソナリティとして月曜日を担当。
- 2005年8月には当時のパーソナリティ陣により「プレシャスメモリー」の曲名でCDデビューを果たす。
- 2005年には鹿児島テレビ（KTS）で浜崎美保を追ったドキュメンタリー番組『チャンスを引き寄せる力』が放送される。
- 2008年、公式ブログを開始。
- 2009年、夏に上京。表現方法にとらわれず、「伝える」ことを天職とする。
- 2013年4月からTOKYO FMで始まった、『Skyrocket Company』のパーソナリティに抜擢。

## 人物
- 特徴的な艶のある声質。2024年には夕方パーソナリティ癒しボイス1位を獲得した[3][4]。
- 兄が2人いる[5]。
- 大の東京ヤクルトスワローズファン。自身のブログやTwitterにもその様子が書かれている。2014年7月25日の『Skyrocket Company×東京ヤクルトスワローズ 大応援スペシャル!』では始球式を務めた。
- 趣味は野球観戦、歌、ダンス、ものづくり（昔アクセサリー作りなどをしていたという。ラジオにて本人談。）特技は声色七変化、読み聞かせ[6][1]。
- 乗馬やフットサルなどアクティブな面を持つ。
- 10kmマラソン公式記録は1時間09分56秒。
- お酒が好きであることを公言している。
- 温泉ソムリエ、秘書検定2級の資格を有している。
- 元競泳選手の宮下純一とは通っていた小・中学校が同じだった[7]。

## 出演

### ラジオ
- Skyrocket Company （2013年4月1日〜、TOKYO FM）- パーソナリティ
- TOKYO FM Sunday Special OZEKI presents One CUP NIGHT（2013年10月27日 TOKYO FM）- パーソナリティ
- TOKYO FM 東京ディズニーリゾートpresents Happiness Holiday（2014年1月13日 TOKYO FM）- パーソナリティ
- feel the μzic DA!!（FM鹿児島）- パーソナリティ
- ハイテクレディオショー（FM鹿児島）- パーソナリティ
- JAPAN HERITAGE 〜ラジオ 日本遺産〜（2016年10月〜2018年9月、JFN系列）- パーソナリティ
- RADIO MUSEUM～聴く、名画（JFN系列）- パーソナリティ
- マイメロディのマイメロセラピー（2020年3月30日 - 2022年6月30日、TOKYO FM・FM大阪）- パーソナリティ[8]
- キリン一番搾り 全国パーソナリティ『これが私の一番 おいしい！』リレー（2020年4月5日 - 2021年9月26日）→ キリン一番搾り presents 音で旅するビールとわたし ~音旅~（2021年10月3日 - 2023年3月26日）（TOKYO FM/JFN38局）- パーソナリティ
※ 『キリン一番搾り』一社スポンサー提供による唯一の冠ミニ番組であったが、2023年3月を以て降板。番組名を除き、2020年から含め3年間も担当していた。
- 山崎怜奈の誰かに話したかったこと。（TOKYO FM）
  - トークコーナー「誰かに聞きたかったこと。」ゲスト（2021年6月9日）
  - 代理パーソナリティ（2023年12月11日）[注 1]
  - 番組内コーナー「よ・み・き・か・せ」ゲストナレーター（2023年12月11 - 14日）
- RELAX WORLD presented by クロア（2022年10月1日～、TOKYO FM） - パーソナリティ

### TV
- BSフジ わがまま!気まま!旅気分『ナチュラルがいっぱい!鹿児島の夏!』（制作：鹿児島テレビ 2008年5月19日放送、BSフジ 5月24日放送）
- フジテレビ「うわさ体感バラエティ くちこみっ」
- NHK「NHK情報WAVE」
- KKB「HOT NET TV」レギュラー
- KTS「チャンスを引き寄せる力」
- KTS「クリスマスナビゲーション」
- KTS「福岡へ行こう！」
- テレビ東京「ロンブー淳 ニッポンの優しいまち」ナレーター

### CM
- ソフィ肌おもい
- プレイステーション３トルネ
- SUUMO
- UNIQLO
- FANCL
- 日本赤十字社
- 財宝温泉
- JR九州
- シティックスカード
- キットカット(2019.03.21～)

### モデル
- 各種ファッションショー、ヘアショー多数
- HONDA スチール
- JAL スチール
- docomo スチール
- 幻冬舎 「GOETHE」
- 光文社 「Gainer」
- リクルート 「ゼクシィ」
- リクルート 「じゃらん」
- 箱根温泉PRモデル (台湾)
- AGETUYA web
- YOMUNAVI〜君と読みたい〜
- ASTRA文学少女図鑑

### CMナレーション
- Honda
- ダイハツ
- docomo
- au
- ファミリーマート
- maruyaブライダル
- エステワム
- 日本赤十字社
- JA
- メニコン
- MARUYAブライダル
- サーパスマンション
- 山形屋

### Writing
- 南日本新聞朝刊-書評
- 南日本新聞夕刊-コラム「思うこと」連載

### その他
- Ustream「美保と一緒にステキごはん」(毎月第2・4月曜21時〜)-レギュラー
- Amebaスタジオ「浜崎美保のカキーン!」(毎月第2・4月曜21時〜)-レギュラー
- FISCOリサーチレポーター-レギュラー
- 東京オートサロン2013 ブリヂストンブースコンパニオン（MINAE、春那美希、佐野真彩、あべみほ、三木彩加他と共演[9]）
- 「NISSAN あ、安部礼司〜BEYOND THE AVERAGE」あべ☆EXPO 2019（2019年1月27日 日産グローバル本社ギャラリーにて開催）司会進行
- 映画メイド・イン・ヘヴン（2021年11月6日公開） - 声の出演